# Жеребцов, Сергей Валентинович
Сергей Валентинович Жеребцов (род. 29 августа 1972, Омск) — советский и российский хоккеист, нападающий. Мастер спорта России. Тренер.

## Биография
Воспитанник омского хоккея. 10 сезонов (1987/88 — 1992/93, 1995/96 — 1998/99) отыграл за омский «Авангард». Также выступал за команды «Лада» Тольятти (1993/94 — 1994/95), «Рубин» Тюмень (1999/2000), «Металлург» Новокузнецк (2000/01 — 2001/02), «Молот-Прикамье» (2002/03).
Чемпион России (1994), серебряный (1995) и бронзовый (1996) призёр чемпионата России.
Окончил Сибирский государственный университет физической культуры и спорта. Тренер в академии «Авангарда» (до 16—17 лет).
Сын Семён (род. 1992) также хоккеист.